# PAOK Salonique (volley-ball masculin)
Le PAOK Salonique (grec moderne : Πανθεσσαλονίκειος Αθλητικός Όμιλος Κωνσταντινουπολιτών / Panthessaloníkios Athlitikós Ómilos Konstantinoupolitón, « Association sportive thessalonicienne des Constantinopolitains ») est un club omnisports grec situé à Thessalonique dont la section volley-ball a été fondée en 1933

## Palmarès
| Compétitions nationales | Compétitions internationales |
| - Championnat de Grèce : - Vainqueur (3) : 2015, 2016 et 2017. - Coupe de Grèce : - Vainqueur (4) : 2015, 2018, 2019 et 2022. | - Néant.                     |

## Personnalités du club

### Entraîneurs
- 1986-1988 :  Aleksandar Trenev
- 1992-1996 :  Takis Floros
- 1998-1999 :  Christos Patras
- 1999-2001 :  Kostas Charitonidis
- 2001-2002 :  Tasos Koumplis
- 2001-2005 :  Giorgos Christopoulos
- 2005-2007 :  Vladimir Bogoevski
- 2006-2007 :  Christos Patras
- 2006-2007 :  Giannis Melkas
- 2007-2008 :  Evangelos Koutouleas
- 2008-2009 :  Giannis Melkas &  Kostas Delikostas
- 2009-2013 :  Giannis Melkas &  Aris Giamakidis
- 2013-2014 :  Alekos Leonis
- 2013-2014 :  Aris Giamakidis
- 2013-2014 :  Athanasios Strantzalis
- 2013-2014 :  George Giatsis
- 2013-2014 :  Stelios Kazazis
- 2014-2016 :  Ioannis Kalmazidis
- 2015-2017 :  Nikolay Jeliazkov
- 2017-2018 :  Daniele Ricci
- 2017-2018 :  Jorge Elgueta
- 2018-2019 :  Yuri Filippov
- 2018-2019 :  Sergiu Stancu
- 2018-2019 :  Sakis Psarras
- 2019-2021 :  Kostas Delikostas
- 2020-2021 :  Nikola Matijašević
- 2021-2022 :  Ioannis Kalmazidis
- 2022- :  Joško Milenkoski

### Joueurs emblématiques
1. ↑  Seuls les principaux titres en compétitions officielles sont indiqués ici.